# CSM Oradea
El CSM CSU Oradea es un equipo de baloncesto rumano con sede en la ciudad de Oradea, que compite en la Liga Națională, la máxima competición de su país y en la Basketball Champions League, la tercera competición europea. Disputa sus partidos en el Arena Antonio Alexe, con capacidad para 2000 espectadores.

## Historia
CSM Oradea fue fundado en 2003, pero el equipo no ascendió a la Liga Națională hasta 2005. Dos de las mejores temporadas del club fueron la temporada 2011-2012, donde llegaron a las semifinales de la Copa de baloncesto de Rumania y la temporada 2012-2013, donde quedaron 3º en liga.
En la temporada 2012-2013, el equipo terminó 2º en la fase regular (23 victorias y 7 derrotas), clasificándose de esta manera para los play-offs. En cuartos de final, el equipo venció por 3-1 al CS U-Mobilteco Cluj Napoca, perdiendo en semifinales por 3-1 contra el posterior campeón, el CSU Asesoft Ploiești. El equipo disputó la serie por el 3º puesto, derrotando por 2-1 al CS Gaz Metan Mediaş.
En la temporada 2013-14, el club hizo su primera aparición en competición europea, ya que disputaron la FIBA EuroChallenge (por entonces la 3ª división europea). También llegaron a la final de la Copa de baloncesto de Rumania por primera vez, así como a la final de la Liga Națională.
En la temporada 2015-16, el club conquistó por primera vez la Liga Națională, tras vencer en las finales 3-2 al BC Mureş. En la temporada 2016-2017, disputarán la recién creada Basketball Champions League (3ª división europea).

## Posiciones en liga
| - 2005 (1º-B) - 2006 (5º-A) - 2007 (10º) - 2008 (14º) - 2009 (14º) - 2010 (9º) | - 2011 (7º) - 2012 (5º) - 2013 (2º) - 2014 (2º) - 2015 (7º) - 2016 (2º) |

## CSM Oradea en competiciones europeas
FIBA EuroChallenge 2013-14
| Fase de grupos | Atomerömü Paks       | CSM Oradea     | 78-77 | 90-74 |
| Fase de grupos | CSM Oradea           | Krasnye Krylia | 74-89 | 84-75 |
| Fase de grupos | Royal Hali Gaziantep | CSM Oradea     | 69-74 | 73-71 |

FIBA EuroChallenge 2014-15
| Fase de grupos | B.C. Astana | CSM Oradea | 80-64  | 74-83 |
| Fase de grupos | CSM Oradea  | Avtodor    | 74-101 | 92-73 |
| Fase de grupos | CSM Oradea  | Tofas SC   | 69-77  | 84-75 |

Liga de Campeones de Baloncesto 2016-17
| 1ª ronda       | CSM CSU Oradea     | Prievidza           | 71-64 | 67-73 |  |
| 2ª ronda       | Lukoil Academic    | CSM CSU Oradea      | 75-72 | 70-58 |  |
| Fase de grupos | CSM CSU Oradea     | Pınar Karşıyaka     | -     | -     |  |
| Fase de grupos | Maccabi Rand Media | CSM CSU Oradea      | -     | -     |  |
| Fase de grupos | CSM CSU Oradea     | Avtodor Saratov     | -     | -     |  |
| Fase de grupos | Le Mans Sarthe     | CSM CSU Oradea      | -     | -     |  |
| Fase de grupos | CSM CSU Oradea     | Khimik              | -     | -     |  |
| Fase de grupos | Kataja Basket      | CSM CSU Oradea      | -     | -     |  |
| Fase de grupos | CSM CSU Oradea     | Umana Reyer Venezia | -     | -     |  |

## Palmarés
- Liga Rumana
  - Campeón: 2016, 2018, 2019
  - Subcampeón: 2014

- Copa Rumana
  - Subcampeón: 2014, 2016, 2018, 2019, 2020, 2021

- Supercopa de baloncesto de Rumania
  - Subcampeón: 2016, 2020

## Jugadores destacados
| - Muhamed Pašalić - Sasha Topchov - Sean Denison - Ante Krapić - Reinar Hallik - Tomas Klimas - Gediminas Navickas - Vujadin Subotić - Salih Nuhanović - Mitja Osole - Miha Zupan - Nemanja Barać - Boban Bilbija - Žarko Čomagić - Đorđo Đorđić - Uroš Lučić - Andelko Mandić - Nemanja Marić | - Milos Marković - Radovan Marković - Milos Martinović - Pedrag Mijusković - Vladimir Milosević - Mladen Pantić - Milos Pesić - Bosko Stojaković - Aleksandar Vlahović - Sean Barnette - Ben Bellucci - Justin Carter - William Franklin - Marcus Hatten - Jeremy Hunt - Charles Mason - Gary McGhee - Tyrone Mitchell | - David Morris - Michael Reddick - Michael Schachtner - Martin Zeno - Daniel Dillon - Laszlo Lazar - Rolland Török - Ivan Stefanović - Mate Stretea - Bojan Gnjato - Branko Mirković |